# Jarosław Kuisz
Jarosław Kuisz (ur. 1976 w Warszawie) – polski historyk państwa i prawa, analityk polityki, eseista. Twórca i redaktor naczelny „Kultury Liberalnej”. Adiunkt w Instytucie Historii Prawa Wydziału Prawa i Administracji Uniwersytetu Warszawskiego.

## Życiorys

### Kariera naukowa
Studiował na Wydziale Prawa i Administracji i w Instytucie Filozofii Uniwersytetu Warszawskiego. W 2000–2001 stypendysta programu Copernic (Programme de formation au management et au monde contemporain), którego naukowy profil współtworzą Grandes Ecoles, w tym Institut d’Etudes Politiques de Paris (Sciences Po).
W 2001 roku obronił pracę magisterską poświęconą „Teorii sprawiedliwości” Johna Rawlsa. Doktorat w zakresie nauk prawnych uzyskał w 2007 r. na podstawie pracy poświęconej czasom pierwszej „Solidarności“ pt. „O charakterze prawnym porozumień sierpniowych 1980–1981”. Pracuje jako adiunkt w Instytucie Historii Prawa Wydziału Prawa i Administracji Uniwersytetu Warszawskiego, uczył również na Akademii Sztuk Pięknych w Warszawie, w Kolegium MISH UW i Collegium Artes Liberales UW. Wykładał gościnnie m.in. na Uniwersytecie w Rotterdamie, Uniwersytecie Helsińskim i Uniwersytecie Kopenhaskim.
Jego zainteresowania naukowe obejmują historię prawa i powszechną historię państwa i prawa. Jeden z pionierów dziedziny tzw. Law and Literature oraz Law and Film (interdyscyplinarnych badań nad związkami prawa, literatury i filmu) w Polsce. Laureat nagrody tygodnika „Polityka” – „Zostańcie z nami!” dla młodych naukowców (2010). W 2014 r. był laureatem stypendium w Instytucie Nauk o Człowieku w Wiedniu.
Visiting scholar na University of Chicago (2014) na zaproszenie Marthy Nussbaum i na Uniwersytecie Oksfordzkim (2016) na zaproszenie Timothy Garton Asha. W 2016 visiting scholar na Columbia Law School jako laureat Stypendium Fundacji Kościuszkowskiej na zaproszenie Andrzeja Rapaczyńskiego.
Od 2014 Chercheur étranger associé w Institut d'histoire du temps présent (IHTP) w CNRS (Centre national de la recherche scientifique) w Paryżu na zaproszenie Christiana Delage’a.
W latach 2016–2018 Marie Skłodowska-Curie Fellow (stypendium Komisji Europejskiej) w SAXO Institute na Uniwersytecie Kopenhaskim (Dania), gdzie współpracuje z Helle Porsdam.
W roku akademickim 2016/2017 wraz z Karoliną Wigurą pełnił w St. Antony’s College na Uniwersytecie Oksfordzkim funkcję współdyrektora Programu Polskiego, zatytułowanego „Knowledge Bridges: Poland, Britain, and Europe”. Funkcję Supervising Fellow nad programem pełni Timothy Garton Ash.
W 2016 r. autor koncepcji i kierownik naukowy projektu digitalizacji emigracyjnego kwartalnika politycznego „Aneks”.

### Działalność eseistyczna i dziennikarska
W 2009 r. stworzył tygodnik internetowy Kultura Liberalna, gdzie od tamtego czasu jest redaktorem naczelnym. Jest także prezesem Fundacji Kultura Liberalna, która zajmuje się wydawaniem tygodnika.
Przeprowadził kilkadziesiąt wywiadów ze światowej sławy intelektualistami, m.in. Marthą Nussbaum, Timothym Gartonem Ashem, Janem Zielonką, Normanem Daviesem, François Heisbourgiem, Olivierem Royem, Olivierem Mongin, Alainem Finkielkrautem, Charlesem Taylorem, Stephenem Holmesem, Adamem Garfinklem, Strobem Tallbottem, Janem Tomaszem Grossem, Markiem Lillą, Margaret MacMillan, Robertem Paxtonem, Krzysztofem Pomianem, Richardem Pipesem, Marci Shore czy Timothy Snyderem. Prowadził liczne konferencje, debaty i spotkania organizowane przez "Kulturę Liberalną".
Publikował w prasie polskiej i zagranicznej. Komentował wydarzenia polskiego życia politycznego i kulturalnego dla prasy zagranicznej. Regularnie komentuje zagadnienia związane z polityką i kulturą europejską, w szczególności francuską.
W ramach audycji „Biosfera” Karoliny Głowackiej w Radio TOK FM prezentował sylwetki międzynarodowych intelektualistów i polityków, uwikłanych między polityką a kulturą (m.in. Milan Kundera, Aleksander Sołżenicyn, John Williams, François Mitterrand).
Jego książka „Propaganda bezprawia. O »popularyzowaniu prawa« w pierwszych latach Polski Ludowej” znalazła się wśród 10 najlepszych książek o polskiej historii najnowszej, nominowanych do Nagrody Historycznej m.st. Warszawy im. Kazimierza Moczarskiego (2021).
Współautor artykułu wzywającego USA do uzależnienia pomocy militarnej dla Polski od przestrzegania przez PiS standardów demokratycznych i rządów prawa.

## Życie prywatne
Mąż Karoliny Wigury.

## Publikacje
- Charakter prawny porozumień sierpniowych 1980–1981, Warszawa: Wydawnictwo Trio 2009.
- Koniec pokoleń podległości. Młodzi Polacy, liberalizm i przyszłość państwa, Warszawa: Biblioteka Kultury Liberalnej 2018.
- (przedmowa) Martha C. Nussbaum, Nie dla zysku: dlaczego demokracja potrzebuje humanistów, przeł. Łukasz Pawłowski, przedm. Jarosław Kuisz, Warszawa: Fundacja Kultura Liberalna 2016.
- (redakcja) Prawo i literatura: szkice, red. nauk. Jarosław Kuisz i Marek Wąsowicz, Warszawa: Wydawnictwo Naukowe Scholar 2015.